# Parc national de Béringie
Le parc national de Béringie (en russe : Берингия (национальный парк)) est situé sur la pointe orientale de la péninsule tchouktche, dans le district autonome de Tchoukotka, région du nord-est de la Russie, en Sibérie. Il se trouve à l'ouest (c'est-à-dire, en Asie) du détroit de Béring. Fondé en 2013, il couvre une surface de 30 532 kilomètres carrés, ce qui en faisait jusqu'en 2016 (date de l'agrandissement du parc national de l'Arctique russe) le plus vaste parc national de Russie.

## Aperçu
Jusqu'à - 11 000 avant notre ère, le territoire du parc était relié par un pont de terre connu sous le nom de Béringie - reliant l'Asie à l'Amérique du Nord. Sur la côte orientale, en Alaska, se trouve le Bering Land Bridge National Preserve, exploité par l'US National Park Service. Des pourparlers ont eu lieu entre les États-Unis et la Russie pour réunir les deux parcs en un parc international transfrontalier, mais qui n'ont pas abouti. La majorité de la faible population de la région est constituée d'autochtones, les Tchouktches ou Yupiks. Le parc a été officialisé en tant que Parc National en 2013.

## Description
Le parc est réparti sur deux raïons du district autonome de Tchoukotka: le raïon Providenski au sud, et le raïon Tchoukotski au nord. La topographie est composée principalement de toundra subarctique. Les montagnes sont de hauteur modérée - moyenne de 900 mètres, le point culminant étant le mont Iskhodnaïa à 1 194 mètres. Il y a aussi de vastes plaines de toundra. La région connaît un climat subarctique (classification climatique de Köppen Dfc). Les hivers sont longs et très froids ; les étés sont frais et courts. Janvier est le mois le plus froid avec une température moyenne à Anadyr de -22.6 °C et une température moyenne de +11.6 °C en juillet.